# Peter Stoltzenberg
Peter Stoltzenberg (* 16. Juni 1932 in Berlin) ist ein deutscher Dramaturg, Regisseur und Intendant.

## Leben
Stoltzenberg übernahm nach seiner Promotion zum Dr. phil. von 1959 bis 1960 als Geschäftsführender Direktor und Dramaturg die Düsseldorfer Kammerspiele und arbeitete von 1960 bis 1965 als Chefdramaturg und Regisseur am Nationaltheater Mannheim. Als Chefdramaturg und Regisseur wechselte er an die freie Volksbühne, Berlin, die er nach dem Tod Erwin Piscators als kommissarischer Intendant bis 1968 leitete. Von 1968 bis 1973 hatte Stoltzenberg die Intendanz des Theater der Stadt Heidelberg inne und wechselte nach internationalen Erfolgen als Generalintendant an das Bremer Theater, wo er 1970 mit George Tabori als künstlerischem Leiter das bislang einzige Theaterlabor gründete, das sich – analog zu Peter Brooks Pariser Theaterlabor primär nicht die Entwicklung neuer Formen, sondern der Untersuchung unseres Menschenbildes zuwandte.
Von 1978 bis 1995 übernahm Stoltzenberg erneut die Intendanz am Theater Heidelberg, gründete den Heidelberger Stückemarkt zur Förderung deutschsprachiger Nachwuchsautoren und erhielt mehrfache Einladungen zum Berliner Theatertreffen, den Festivals von Edinburgh (1. Preis), Belgrad (1. Preis) und von London bis Rio und machte das Theater zum erfolgreichsten Dreisparten-Theater der Republik.
Nach der Wiedervereinigung wurde Stoltzenberg von 1989 bis 1991 Mitglied der Regierungskommission für die Finanzierung der Kultureinrichtungen der ehemaligen DDR. 1995 bis 1997 wurde er an das Berliner Wissenschaftskolleg und in die Kommission des Goethe-Instituts zur Verleihung der Goethemedaille berufen. Er ist Mitglied der Deutschen Akademie der Darstellenden Künste.

## Lehrtätigkeiten
Stoltzenberg wurde 1992 durch das Land Baden-Württemberg zum Professor ernannt und lehrte als Dozent an der Universität Heidelberg und arbeitete von 1998 bis 2021 als Dozent an der Hochschule für Schauspielkunst Ernst Busch und der Universität der Künste, Berlin.

## Auszeichnungen
1995 erhielt Stoltzenberg die große goldene Ehrennadel der Bühnengenossenschaft. Er ist seit 2003 Träger des Bundesverdienstkreuzes I. Klasse. Des Weiteren erhielt er den Preis des Deutschen Musikrates für die Nachwuchsförderung im Bereich Musiktheater, gewann den 1. Preis des Welt-Jugendtheater-Festivals und wurde zum Chevalier des Arts de Lettres ernannt.

## Familie
Peter Stoltzenberg ist ein Sohn des Industriellen Hugo Stoltzenberg (1883–1974).